# Dead Space: Extraction
Dead Space: Extraction es un rail shooter de 2009 desarrollado conjuntamente por EA Redwood Shores y Eurocom y publicado por Electronic Arts para Wii. Un port para PlayStation 3 fue lanzado en 2011 junto con Dead Space 2.  Un spin-off dentro de la serie Dead Space y una precuela del juego original, la historia sigue a los sobrevivientes del Aegis VII colonia minera cuando el planeta y la nave recién llegada USG Ishimura son invadidos por monstruos mortales llamados Necromorph. El juego implica pasar por secuencias escritas con diferentes personajes, usando las armas asignadas para matar a los Necromorfos cortándoles las extremidades. Cada versión admitía respectivamente los periféricos Wii Zapper y PlayStation Move.
Concebido durante el desarrollo del juego original, la producción comenzó en 2009 usando el motor de juego EngineX de Eurocom. El objetivo era crear una experiencia similar al juego original dentro de las limitaciones de género y hardware. El guion fue escrito por Antony Johnston, quien trabajó en el juego original y sus medios expandidos, mientras que Jason Graves regresó como el compositor del juego. Anunciado en 2009, Electronic Arts lo utilizó como prueba para juegos maduros en el mercado de juegos de Wii. Durante su lanzamiento original, las ventas del juego fueron bajas. Todas las versiones del juego han tenido críticas positivas, con elogios para su jugabilidad y el uso de la ambientación y la mecánica de "Dead Space".

## Jugabilidad
Dead Space: Extraction es un videojuego rail shooter de ciencia ficción. Asumiendo el papel de varios personajes a lo largo de la campaña, el jugador navega a través de la colonia Aegis VII y la nave minera "Ishimura" desde una perspectiva cinematográfica en primera persona. La versión original de Wii se controla usando el Wii Remote y Nunchuk, incorporando controles de movimiento y una opción para usar el Wii Zapper. En el puerto PlayStation 3 (PS3), los controles se modificaron para admitir tanto el controlador DualShock como PlayStation Move. En contraste con el diegético diseño de interfaz de usuario del juego original, los jugadores pueden presionar un botón del controlador para mostrar las ranuras de armas, la munición actual y la salud en las esquinas de la pantalla.
La campaña se divide en diez capítulos, con el progreso dictado por la narrativa, aunque en algunas secciones el jugador puede dirigir libremente la cámara o elegir rutas a través de los entornos. La narración se cuenta en tiempo real, utilizando una combinación de escenas en el motor y registros de video y audio recogidos dentro del entorno. La jugabilidad es similar a un disparador de armas ligeras; los enemigos se acercan al jugador y reciben un disparo con el arma equipada. Los principales enemigos del juego, los Necromorfos, solo pueden ser asesinados cortándoles las extremidades. Se pueden encontrar hasta diez armas, con dos modos de disparo diferentes por arma.  La Rivet Gun predeterminada, que tiene munición ilimitada, siempre está configurada en una de las ranuras de armas. Las otras están llenas de armas recogidas durante el progreso a través de un nivel. Dos habilidades utilizadas por el jugador son Stasis, que ralentiza el movimiento de los objetos durante un breve período de tiempo, y Kinesis, que permite que el personaje del jugador recoja y arroje o mueva objetos.
Cada capítulo otorga a los jugadores una calificación basada en su desempeño, otorgando estrellas que se usan para mejorar las habilidades y las armas del jugador. Las mejoras y las municiones también se pueden encontrar en el entorno. Hay cuatro modos de dificultad, siendo el más bajo "Normal" y el más alto "Imposible".  Las dos dificultades más altas se desbloquean al completar la campaña. Ambas versiones de Extraction cuentan con multijugador cooperativo local. Los jugadores pueden ingresar en cualquier momento durante la campaña y las misiones de desafío.  Ambos jugadores pueden derrotar a los Necromorfos, turnarse en los rompecabezas y dividirse entre diferentes tareas durante ciertas piezas.

## Sinopsis

### Escenario y personajes
Dead Space: Extraction tiene lugar en el año 2508, siglos después de que la humanidad escapó por poco de la extinción debido al agotamiento de recursos al "romper" planetas para extraer sus recursos en un proceso de tres años. Los eventos de Extraction ocurren antes de los eventos de Dead Space, y en paralelo al cómic precuela y la película relacionada Dead Space: Downfall. Durante el segundo año de una operación de minería ilegal en el planeta Aegis VII financiada por el movimiento religioso Unitology, los colonos descubren un artefacto parecido a un monolito que identifican como un marcador, un objeto sagrado para las creencias de los unitólogos.  En realidad, el Marker es una copia de un objeto alienígena que desencadena la destrucción tanto de la colonia como de la nave USG Ishimura que descifra planetas asociada utilizando cadáveres mutados reanimados denominados "Necromorfos".
El juego sigue a varios personajes mientras escapan de la colonia Aegis VII hacia el Ishimura.  Son el detective de la colonia Nathan McNeill;  el soldado Ishimura Gabe Weller, menos afectado por el Marker;  Lexine Murdoch, una residente de la colonia, también puede resistir la influencia del Marker y suaviza su impacto en las personas cercanas a ella;  Warren Eckhardt, un ejecutivo de Ishimura;  y la doctora de Ishimura Karen Hollwell.  La sección de apertura sigue a Sam Caldwell, un minero de Aegis VII.  Nicole Brennan, un personaje central de Dead Space, aparece como personaje secundario.

### Trama
Un equipo de la colonia Aegis VII, incluido Sam Caldwell, transporta el Marker a la colonia. Durante el transporte, la tripulación sufre alucinaciones y Caldwell mata a sus compañeros de equipo cuando aparentemente se vuelven locos y lo atacan. Después de recibir una llamada de su prometida Lexine sobre un suicidio masivo de unitólogos, Caldwell es asesinado a tiros por un escuadrón de seguridad dirigido por McNeill, quien percibió su comportamiento como un alboroto insano.
Una semana después, mientras McNeill investiga incidentes similares recientes, Weller llega y le pide ayuda para asegurar los cuerpos de los suicidas. Después de llegar a la morgue y encontrarla vacía, descubren que los residentes de la colonia se han vuelto locos, lo que los obliga a repeler a los colonos y luego a un número creciente de Necromorfos. La pareja encuentra a Lexine y luego a Eckhardt, presenciando el accidente de un transbordador que destruye todos los transbordadores de la colonia y atrapa a los colonos con los Necromorfos.
El grupo escapa de la colonia en el transbordador privado de Eckhardt, aunque se ven obligados a realizar una caminata espacial cuando "Ishimura" derriba su transbordador.  Son capturados y puestos en cuarentena ya que la infección Necromorph se ha extendido a "Ishimura". Mientras el Ishimura está siendo invadido, el grupo es liberado por Nicole Brennan, quien se queda en el centro médico para ayudar a los sobrevivientes, mientras que el resto intenta escapar.  En el sistema de alcantarillado, Lexine es atacada por un enjambre de pequeños Necromorfos y presuntamente muerta, pero Karen Howell la rescata.  Howell, que sufre de alucinaciones inducidas por Marker, finalmente se encuentra con un Eckhardt solitario y lo acusa de trabajar para los unitólogos. Cuando Howell es atacado por un Necromorfo, Eckhardt la deja morir, aunque les dice a los demás que ella se sacrificó por su seguridad.  Los cuatro se dividieron en parejas para encontrar un transbordador utilizable, ya que todas las cápsulas de escape se lanzaron y atraparon a la tripulación sobreviviente.
Durante su misión, McNeill y Lexine ven una transmisión que muestra a Nicole suicidándose. Weller encuentra un transbordador y luego descubre la duplicidad de Eckhardt a través de un mensaje de video.  Eckhardt hiere a Weller y revela su intención de llevar a Lexine a los unitólogos debido a su capacidad para resistir y bloquear la influencia del marcador, pero un necromorfo lo mata de inmediato.  McNeill, que sufre los efectos del marcador, apaga los cañones de asteroides de la nave para que la lanzadera pueda salir ilesa, pero un encuentro con un gran necromorfo lo obliga a amputarle el brazo.  McNeill, Weller y Lexine escapan en el transbordador, pero no pueden evitar que el USG Kellion responda a la señal de socorro del Ishimura, poniendo en marcha los eventos del primer juego.
Una escena posterior a los créditos muestra que McNeill se ha convertido en un Necromorfo, lo que obliga a Lexine a matarlo.

## Desarrollo
Dead Space: Extraction fue codesarrollado por EA Redwood Shores (más tarde Visceral Games), creadores del universo Dead Space; y Eurocom, un estudio de desarrollo europeo. El productor Steve Papoutsis creó el concepto inicial a la mitad de la producción de Dead Space. El objetivo era crear un título original para Wii y brindar a los jugadores del juego original más contenido de la historia. La Wii fue elegida como plataforma debido a sus características innovadoras, incluidos los controles de movimiento. Su género fue elegido en base al diseño y las limitaciones del hardware de Wii. El equipo de desarrollo de Redwood Shores pasó gran parte de la producción en los estudios de Eurocom en Derby, Inglaterra. Eurocom estaba ansioso por crear un título de alta calidad utilizando la licencia Dead Space. La producción comenzó en 2008 y tomó aproximadamente catorce meses, el proceso se simplificó al tener un diseño mundial preestablecido y activos ya accesibles.
El guion fue escrito por Antony Johnston, quien previamente había trabajado como guionista del juego original y guionista del cómic precuela. La historia se estableció cuando se contrató a Johnston para escribir el guion, aunque se mantuvo en contacto con el equipo sobre posibles cambios e hizo pequeñas adiciones por su cuenta.  En contraste con las vistas de personajes aislados del cómic, el juego presentaba una dinámica de reparto grupal. El diseñador senior John Calhoun estimó que había cinco veces más diálogo hablado que en el juego original. El estilo del juego, con muchos guiones, permitió que el equipo entregara la narrativa y el material adicional de la historia dentro de los entornos a un mejor ritmo, asegurando que los jugadores no se encontraran en una batalla y se pelearan por los registros de diálogo y video. El equipo eligió comenzar con la extracción del Marker, que actuó como un punto donde el deterioro de la colonia comienza en serio.  La perspectiva en primera persona, el hardware de Wii y el cambio entre diferentes personajes permitieron a los desarrolladores mostrar más impactos mentales de Marker, incluidas alucinaciones visuales y auditivas. El equipo de escenarios se desvió lo menos posible de los eventos preestablecidos en los medios expandidos alrededor del juego.  El final incluyó un diálogo que insinuaba el próximo título de la serie.
Extraction se creó utilizando EngineX, un motor de juegos creado por Eurocom para sus títulos de juegos, incluyendo Sphinx and the Cursed Mummy. El enfoque principal durante la producción fue reproducir la atmósfera, la estética, la mecánica y el diseño de Dead Space dentro de Extraction. A pesar de las limitaciones gráficas de Wii, el equipo incorporó los diseños de enemigos del juego original y creó nuevos tipos de enemigos. El nuevo personaje, Lexine, estuvo en su lugar desde el principio, y el equipo la diseñó para que fuera una protagonista agradable. The sequence where McNeill must cut off his own arm near the end of the game was the result of the team asking Eurocom to create a scenario where players would have to make a terrible decision. Para crear una experiencia cinematográfica, el equipo hizo un uso extensivo de la captura de movimiento para su elenco.  Esto resultó simple ya que Eurocom tenía acceso a un estudio avanzado de captura de movimiento cerca de sus oficinas.  La cámara fue llevada por uno de los actores mientras se grababan las escenas.
Si bien el género y la plataforma eran diferentes, el equipo de desarrollo tomó la mecánica del juego original y la replicó y amplió dentro del nuevo formato. Se agregaron elementos únicos vinculados al hardware de controles de movimiento, como la luz del gusano brillante y el ajuste de la retícula de puntería usando el ángulo del Wii Remote. Para poder utilizar correctamente los controles, los miembros del equipo manejaron el Wii Remote y el Nunchuck con la mayor frecuencia posible, y también se encargaron de que el juego fuera compatible y cómodo con el Wii Zapper. El cambio de género permitió al equipo reequilibrar parte de la dificultad para que los jugadores utilizaran diferentes armas en comparación con "Dead Space", y algunas se rediseñaron para el hardware de Wii. La nueva arma Arc Welder, que presentaba munición ilimitada, fue diseñada como un elemento de rompecabezas y para brindar a los jugadores un arma alternativa contra los enemigos. Según Calhoun, se eligió el multijugador cooperativo para cambiar el título a una dirección basada en la acción en comparación con el horror de supervivencia puro del original, y también crear situaciones en las que un jugador lucharía contra los Necromorfos mientras que el segundo completaba un rompecabezas ambiental. Una parte importante del diseño del cooperativo fue permitir que un segundo jugador apareciera en cualquier momento sin interrumpir la jugabilidad. Un concepto descartado durante la producción fueron las secciones de gravedad cero con controles dedicados. Esto se probó, pero Papoutsis encontró que los controles eran engorrosos y las secuencias lentas y aburridas, por lo que se descartaron. Otro par de conceptos descartados fue un dispositivo de camuflaje que agotaría la salud y un Necromorfo jefe que se habría basado en el sonido y el olfato.

### Audio

#### Actuación de voz y sonido
Don Veca regresó como director de audio del juego original. El objetivo de Veca y el equipo de sonido era hacer que "Extraction" sonara mejor que Dead Space a pesar de las limitaciones del hardware.  Al igual que con el original, el diseño de sonido jugó un papel clave en la creación de la atmósfera de terror, aunque debido al cambio de género, el diseño era más "determinista" y había un mayor control sobre el tiempo.  Usando tanto los efectos de sonido importados creados para el primer juego como los nuevos sonidos creados para Extraction, el trabajo de Veca fue dirigir al equipo de sonido de Eurocom sobre cómo ajustar el diseño de sonido para adaptarse a la configuración de Dead Space.  Eurocom tuvo que ampliar el sistema de sonido de su motor para incorporar la biblioteca de sonido Dead Space.  Veca originalmente se mostró escéptico sobre el proyecto debido al cambio de género, pero terminó impresionado por el producto final y los esfuerzos de Eurocom al respecto.
Al hacer el casting, el equipo quería que los actores encajaran tanto vocal como físicamente con el tono y el diseño del mundo del juego.  El elenco incluía tanto a personas que disfrutaban de los juegos como a quienes nunca antes habían jugado un juego. Johnston estuvo presente durante gran parte de la grabación de voz, capaz de dar instrucciones a los actores sobre sus actuaciones. El elenco del juego incluía a Laura Pyper como Lexine, quien describió a su personaje como "un poco duro" a pesar del trauma que sufre, y Jon Cartwright como Eckhardt, quien se refirió a su personaje como alguien en una situación extraña debido a sus antecedentes corporativos. Hablando en retrospectiva, Papoutsis sintió que la actuación de voz era uno de los aspectos que iban bien con la producción.

#### Música
Jason Graves regresó como compositor del juego original. Al igual que con ese juego, la banda sonora usó música en capas que se ajustaba dinámicamente según la situación del juego;  Graves escuchó que fue uno de los primeros títulos de Wii en usar música interactiva de varias pistas. Electronic Arts no estaba dispuesto a cambiar el tono musical de la serie, por lo que se cambió poco. Como el diseño del juego era lineal, Graves compuso la música para que fuera más estructurada que el diseño "abierto" del original con "un enfoque más nítido en su intención". Junto con las nuevas pistas, varias piezas de la partitura original de "Dead Space", junto con las mezclas ambientales utilizadas para el fondo ambiental, se transfirieron directamente a Extraction para garantizar un sonido auténtico. De acuerdo con su condición de precuela, Graves compuso la música para que fuera más tranquila y melódica al principio, y luego cerró con el estilo de música utilizado en Dead Space. No se creó ningún álbum de banda sonora para la música.

## Lanzamiento
Un título de Dead Space para Wii fue anunciado en febrero de 2009 durante una reunión de inversionistas del editor de franquicias Electronic Arts, aunque se desconocía su estado como un nuevo juego o port del original. Su plataforma y contenido se anunció oficialmente más tarde ese mismo mes. Según Jens Uwe Intat, un ejecutivo europeo de Electronic Arts, la empresa estaba utilizando Extraction como caso de prueba para ver si había un mercado rentable para títulos maduros en la plataforma. Durante la producción, EA Redwood Shores cambió su nombre a Visceral Games, reflejando sus nuevas producciones de juegos maduros. La empresa mantendría este nombre hasta su cierre en 2017. Fue presentado en el E3 2009, cuyo lanzamiento está programado para el otoño en América del Norte y Europa. Se lanzó por primera vez en Australia el 24 de septiembre de 2009. Esto fue seguido por lanzamientos en Europa el 25 de septiembre y América del Norte el 29 de septiembre. Electronic Arts también publicó el juego en Japón el 1 de octubre, a pesar de que el juego original no se lanzó en la región.
Como parte de la promoción del juego, Johnston y Ben Templesmith crearon un cómic independiente del mismo nombre;  Templesmith había ilustrado previamente el cómic de la precuela original. El cómic siguió la perspectiva de Nicole durante los eventos de "Extracción" hasta cerca de su muerte. El cómic se anunció en julio de 2009 para su lanzamiento en septiembre.  Al igual que con el original, Electronic Arts se asoció con Image Comics para publicar el número. Más tarde se compiló en una edición de novela gráfica del cómic precuela en 2013. Una adaptación en movimiento del cómic precuela original, lanzado inicialmente antes del primer juego a través de su sitio web, se incluyó en Extraction como extra desbloqueable.
El juego fue portado a PS3 como parte de la promoción en torno a Dead Space 2. Filtrado por primera vez del CV de un empleado de Electronic Arts, se anunció oficialmente en junio de 2010. Lanzado en paralelo a Dead Space 2 en todas las regiones en enero de 2011, se incluyó como parte de Dead Space 2 Limited Edition en PS3 y como un producto independiente a través de PlayStation Network. Si bien no se agregó contenido nuevo a la historia, sus imágenes se actualizaron en comparación con el lanzamiento de Wii, y los controles estándar y de movimiento se adaptaron para el hardware de PS3. Su exclusividad para la PS3 se explicó como una combinación de problemas de compatibilidad con Kinect y la plataforma de Sony que se consideraba más adecuada para el producto. Weller y Lexine aparecieron más tarde como personajes jugables y protagonistas respectivamente en "Severed", un episodio independiente de contenido descargable ambientado durante Dead Space 2.

## Recepción
Las ventas de Extracción fueron muy pobres;  durante su primera semana a la venta en América del Norte, el juego vendió poco más de 9000 unidades. Los analistas de la industria atribuyeron esto a la falta de marketing de Electronic Arts. Si bien el equipo se sorprendió por las bajas ventas, la recepción crítica positiva validó su creencia en el juego. Papoutsis también comentó que las ventas "se aceleraron" después del lanzamiento en lugar de tener un pico alto inicial. Johnston atribuyó su falta de éxito comercial a su contenido para adultos en una consola comúnmente asociada con audiencias jóvenes.
Dead Space: Extraction recibió reseñas favorables, con una calificación promedio de 82/100 en el agregador de reseñas Metacritic. Official Nintendo Magazine otorgó al juego un 84% y lo llamó "Una introducción de primer nivel a una de las mejores franquicias de terror de supervivencia de los últimos años". Eurogamer awarded the game 8 out of 10, mientras que Computer and Video Games le otorgó un 7/10. IGN le dio al juego una puntuación de 8.5/10 junto con un premio Editor's Choice.